# Snina (distrito)
O Distrito de Snina (Português: Okres Snina) é uma unidade administrativa da Eslováquia Oriental, situado na Prešov (região), com 39.633 habitantes (em 2001) e uma superfície de 805 km². Sua capital é a cidade de Snina.
É o distrito mais oriental da Eslováquia e limita ao norte com  aPolônia, ao este com a Ucrânia,  ao sul com o Sobrance (distrito), na Košice (região) e ao oeste com o Humenné (distrito).  	 

## Demografia
| Ano:        | 1994   | 2004   | 2014   | 2024   |
| ----------- | ------ | ------ | ------ | ------ |
| Broj ljudi: | 39 369 | 39 204 | 37 451 | 33 792 |
| Razlika:    |        | -0,41% | -4,47% | -9,77% |

| Ano:               | 2023   | 2024   |
| ------------------ | ------ | ------ |
| Número de pessoas: | 34 071 | 33 792 |
| Diferença:         |        | -0,81% |

## Cidades
- Snina (capital)

## Municípios
- Belá nad Cirochou
- Brezovec
- Čukalovce
- Dlhé nad Cirochou
- Dúbrava
- Hostovice
- Hrabová Roztoka
- Jalová
- Kalná Roztoka
- Klenová
- Kolbasov
- Kolonica
- Ladomirov
- Michajlov
- Nová Sedlica
- Osadné
- Parihuzovce
- Pčoliné
- Pichne
- Príslop
- Runina
- Ruská Volová
- Ruský Potok
- Stakčín
- Stakčínska Roztoka
- Strihovce
- Šmigovec
- Topoľa
- Ubľa
- Ulič
- Uličské Krivé
- Zboj
- Zemplínske Hámre